# Journal of Proteomics
Journal of Proteomics es una revista científica revisada por pares publicada por Elsevier . Es la revista oficial de la Asociación Europea de Proteómica y el editor en jefe es Juan Calvete (Instituto Biomédico de Valencia).  Se estableció en 1979 como Journal of Biochemical and Biophysical Methods , obteniendo su nombre actual en 2008. Según Journal Citation Reports , la revista tiene un factor de impacto de 3.537 en 2018. 
La revista admite trabajos en áreas nuevas y próximas, como metabolómica, genómica, biología de sistemas, toxicogenómica, venómica, farmacoproteómica.

## Métricas de revista
2022
- Web of Science Group : 4.044
- Índice h de Google Scholar: 111
- Scopus: 3.629

En  Google Académico (2023) clasifica a la revista en el sexto lugar en la categoría "Proteómica, péptidos y aminoácidos"  con un índice h5 de 49. 